# 上诺曼底
上诺曼底（法語：Haute-Normandie，法語：[ot nɔʁmɑ̃di] ⓘ）是法国西北部一個旧大區，北鄰英吉利海峽。面积12,318平方公里，人口1,780,192。曾下轄厄尔省 (27)、滨海塞纳省 (76)。
2016年1月1日，上诺曼底大区与下诺曼底大区合并为诺曼底大区（Normandie）。